# Mckenna Grace
Pour les articles homonymes, voir Grace.
Mckenna Grace est une actrice américaine, née le 25 juin 2006 à Grapevine au Texas.
Elle se fait principalement connaitre grâce au film Mary dans lequel elle tient le rôle-titre.

## Biographie

### Jeunesse
Mckenna Grace est la fille de Ross Burge et de Crystal Grace qui l'encouragent et l'inscrivent très tôt dans une école de théâtre où elle attire les éloges de ses professeurs.
Elle est végétarienne et très impliquée dans des associations de protection des animaux.

### Carrière
Elle fait ses débuts à la télévision en interprétant la voix de Sydney (marionnette) dans Joe, Joe & Jane. Plus tard, elle joue dans la série Crash & Bernstein de Disney XD, puis, entre 2013 et 2015, dans Les Feux de l'amour et la série Les Experts : Cyber. Elle a aussi un rôle dans Independence Day: Resurgence (2016).
En 2017, elle joue dans le film dramatique, Mary (Gifted) de Marc Webb aux côtés de Chris Evans, Jenny Slate et Octavia Spencer dans le rôle de Mary Adler, capable de résoudre des problèmes de mathématique très complexes et bien trop avancés pour une enfant de 7 ans. Le film remporte le prix du public au Festival du cinéma américain de Deauville 2017.
La même année, elle joue dans le film biographique, Moi, Tonya (I, Tonya) réalisé par Craig Gillespie. Elle y incarne  Tonya Harding jeune, alors que Margot Robbie l'incarne à l'âge adulte. Le film revient sur l'affaire Harding-Kerrigan qui a opposé deux patineuses artistiques américaines en 1994 et est nommé aux Golden Globes et aux Satellite Awards.
Elle joue ensuite dans le film d'horreur, Amityville: The Awakening de Franck Khalfoun avec Bella Thorne et dans le film How to Be a Latin Lover de Ken Marino avec Eugenio Derbez, Salma Hayek, Rob Lowe et Kristen Bell.
En 2018, elle joue dans le téléfilm d'horreur La Mauvaise Graine réalisé par Rob Lowe, d'après le roman The Bad Seed (en) de William March sorti en 1954. David Grossman, un père veuf (Rob Lowe) aide sa fille Emma (Mckenna Grace) à faire face à une tragédie quand un camarade de classe de son école se noie. La même année, elle fait une apparition dans le film Ready Player One de Steven Spielberg.
En 2019, elle tient le rôle principal de Judy Warren, fille d'Ed et Lorraine Warren dans le film d'horreur, Annabelle : La Maison du mal écrit et réalisé par Gary Dauberman aux côtés de Madison Iseman, Vera Farmiga et Patrick Wilson.
La même année, elle joue le rôle principal dans le film Troop Zero aux côtés de Viola Davis et fait une apparition dans le film Captain Marvel de Ryan Fleck et Anna Boden dans le rôle de Carol Danvers, jeune face à Brie Larson, adulte.
En mars 2019, elle tient le rôle principal de Phoebe Spengler avec Finn Wolfhard, Carrie Coon et Paul Rudd dans le film SOS Fantômes : L'Héritage (Ghostbusters: Afterlife) de Jason Reitman. Initialement prévue le 10 juillet 2020, la sortie du film est repoussée au 10 novembre 2021, en raison de la pandémie de Covid-19.
En 2020, elle prête sa voix au film d'animation, Scooby ! (Scoob!) de Tony Cervone  dans le rôle de Daphne Blake, jeune. Durant l'année 2020, Mckenna Grace signe avec le label Photo Finish Records. En novembre 2021, elle sort son premier single Haunted House. Jason Reitman qui réalise le film SOS Fantômes : L'Héritage (dans lequel Mckenna Grace joue) entend le titre, et demande à l'ajouter comme musique du générique du film. En 2022, elle sort les morceaux Do All My Friends Hate Me ?, You Ruined Nirvana, Post Party Trauma, Self Dysmorphia et Ugly Crier.
En mars 2023, Mckenna Grace publie son premier EP intitulé Bittersweet 16, porté par le single Buzzkill Baby.

## Filmographie

### Cinéma
- 2013 : Le Dernier Refuge (Goodbye World) de Denis Hennelly : Hannah Palmer
- 2014 : Suburban Gothic (en) de Richard Bates Jr. : Zelda
- 2015 : Russell Madness de Robert Vince : Lena (voix)
- 2015 : Frankenstein de Bernard Rose : Molly
- 2016 : Mr. Church de Bruce Beresford : Isabel "Izzy" Brooks
- 2016 : Angry Birds, le film (The Angry Birds Movie) de Clay Kaytis et Fergal Reilly : Ella Bird
- 2016 : Independence Day: Resurgence de Roland Emmerich : Daisy
- 2017 : The Long Run : Stacy, jeune
- 2017 : Amityville: The Awakening de Franck Khalfoun : Juliet
- 2017 : How to Be a Latin Lover de Ken Marino : Arden[6]
- 2017 : Mary (Gifted) de Marc Webb : Mary Adler
- 2017 : Moi, Tonya (I, Tonya) : Tonya Harding, jeune[5]
- 2018 : Ready Player One de Steven Spielberg : une écolière
- 2019 : Captain Marvel de Ryan Fleck et Anna Boden : Carol Danvers, jeune
- 2019 : Annabelle : La Maison du mal (Annabelle Comes Home) de Gary Dauberman : Judy Warren[8]
- 2019 : Troop Zero de Bert et Bertie : Christmas Flint[5]
- 2020 : Scooby ! (Scoob!) de Tony Cervone : Daphne Blake, jeune (voix)
- 2021 : Spirit : L'Indomptable (Spirit Untamed) d'Elaine Bogan : Abigail Stone (voix)
- 2021 : Malignant de James Wan : Madison, jeune
- 2021 : SOS Fantômes : L'Héritage (Ghostbusters: Afterlife) de Jason Reitman : Phoebe[9]
- 2023 : Le Cratère (Crater) de Kyle Patrick Alvarez : Addison
- 2023 : La Pat' Patrouille : La Super Patrouille, le film (PAW Patrol: The Mighty Movie) de Cal Brunker : Skye (voix)
- 2024 : SOS Fantômes : La Menace de Glace (Ghostbusters: Frozen Empire) de Gil Kenan : Phoebe Spengler
- 2025 : Nobody 2 de Timo Tjahjanto
- 2025 : Slanted de Amy Wang : Jo Hunt
- 2025 : Regretting You de Josh Boone (également productrice déléguée)
- 2026 : Scream 7 de Kevin Williamson : Hannah
- 2026 : Hunger Games : Lever de soleil sur la moisson de Francis Lawrence : Maysilee Donner
- prochainement : Anniversary de Jan Komasa

### Télévision

#### Séries télévisées
- 2012-2014 : Crash & Bernstein : Jasmine Bernstein
- 2013 : Joe, Joe and Jane : Sydney
- 2013 : The Goodwin Games : Chloé jeune
- 2013 : L'Apprentie Maman : Sam
- 2013-2015 : Les Feux de l'amour : Faith Newman
- 2014 : Clémentine : Lucy
- 2014 : Souvenirs de Gravity Falls : voix additionnelles
- 2014 : The Bridge : une fille
- 2014 : Clarence : Tinia
- 2014 : Les Experts : Abby Fisher jeune
- 2014 : Vampire Diaries : Caroline Forbes jeune
- 2015 :  Agent K.C. : Quinn
- 2015 : Vampire Diaries : Caroline Forbes jeune
- 2015 : #doggyblog : Jules
- 2015 : Les Experts : Cyber : Michelle Mundo
- 2015 : Pickle and Peanut (en) : Subarbee et Cindy
- 2015-2017 : Once Upon a Time : Emma jeune
- 2016 : Teachers : Avery
- 2016 : La Garde du Roi lion : Kambuni
- 2016 : Elena d'Avalor : Bella
- 2016 : Frankie et Paige (Bizaardvark) : Didi
- 2016-2019 : La Fête à la maison : 20 ans après : Rose Harbenberger
- 2016-2019 : Designated Survivor : Penny Kirkman
- 2018 : The Haunting of Hill House : Theodora « Theo » Crain (enfant)[12]
- 2018-2022 : Young Sheldon : Paige
- 2018 : Les Nouvelles Aventures de Sabrina (Chilling Adventures of Sabrina) : Sabrina Spellman jeune[13]
- 2021 : The Handmaid's Tale : La Servante écarlate : Mrs. Esther Keyes
- 2021 : De l'autre côté (Just Beyond) : Veronica
- 2022 : A Friend of the Family : Jan Broberg
- 2024 : Batman, le justicier masqué : Natalia Night / Nocturna (voix originale)

#### Téléfilms
- 2018 : La Mauvaise Graine (The Bad Seed) de Rob Lowe : Emma[7]
- 2022 : The Bad Seed Returns de Louise Archambault : Emma[7]

## Discographie

### EPs
- 2023 : Bittersweet 16
- 2023 : Autumn Leaves[14]

### Singles
- 2021 : Haunted House
- 2022 : Do All My Friends Hate Me ?
- 2022 : You Ruined Nirvana
- 2022 : Post Party Trauma
- 2022 : Self Dysmorphia
- 2023 : Ugly Crier
- 2023 : Checkered Vans
- 2023 : Buzzkill Baby
- 2023 : Casual Kisser[15]

## Distinctions
Sauf indication contraire, les informations mentionnées dans cette section peuvent être confirmées par la base de données cinématographiques IMDb,  présente dans la section « Liens externes ».

### Récompenses
- Phoenix Film Critics Society Awards 2017 : meilleure performance pour une jeune actrice et meilleur espoir dans un drame pour Mary
- Hollywood Critics Association Awards 2020 : Lauréate du Prix « Prochaine génération d'Hollywood ».

### Nominations
- Women Film Critics Circle Awards 2017 : meilleure performance pour une jeune actrice pour Mary
- Critic's Choice Awards 2018 : Meilleur espoir pour Mary
- Online Film & Television Association Awards 2018 :meilleure performance pour une jeune actrice pour Mary
- Online Film & Television Association Awards 2019 : meilleure jeune distribution dans une série télévisée dramatique pour The Haunting of Hill House
- Las Vegas Film Critics Society Awards 2021 : meilleure jeune actrice pour SOS Fantômes : L'Héritage
- Pena de Prata 2021 : meilleure actrice invitée dans une série télévisée dramatique pour The Handmaid's Tale : La Servante écarlate
- Primetime Emmy Awards 2021 : meilleure actrice invitée dans une série dramatique pour The Handmaid's Tale : La Servante écarlate
- Critics' Choice Super Awards 2022 : meilleure actrice pour SOS Fantômes : L'Héritage
- Music City Film Critics' Association Awards 2022 : meilleure actrice pour SOS Fantômes : L'Héritage
- San Diego Film Critics Society Awards 2022 : meilleure actrice pour SOS Fantômes : L'Héritage

## Voix françaises
En France
- Lévanah Solomon dans :
  - Mary
  - Young Sheldon[16],[17] (série télévisée)
  - SOS Fantômes : La Menace de glace

- Maryne Bertieaux dans :
  - How to Be a Latin Lover
  - The Handmaid's Tale : La Servante écarlate (série télévisée)

Et aussi
- Alayin Dubois dans Crash & Bernstein[réf. souhaitée] (série télévisée)
- Lucille Boudonnat dans La Fête à la maison : 20 Ans après[18]
- Kaycie Chase dans Designated Survivor[19] (série télévisée)
- Prune Bozo dans Moi, Tonya[20]
- Clarisse De Vinck dans The Haunting of Hill House (série télévisée)
- Hannah Vaubien dans Troop Zero
- Coralie Thuilier dans Annabelle : La Maison du mal
- Anaïs Delva dans De l'autre côté (série télévisée)
- Lisa Caruso dans Le Cratère
- Pauline Marchal dans Batman, le justicier masqué (série d'animation)